# Habima

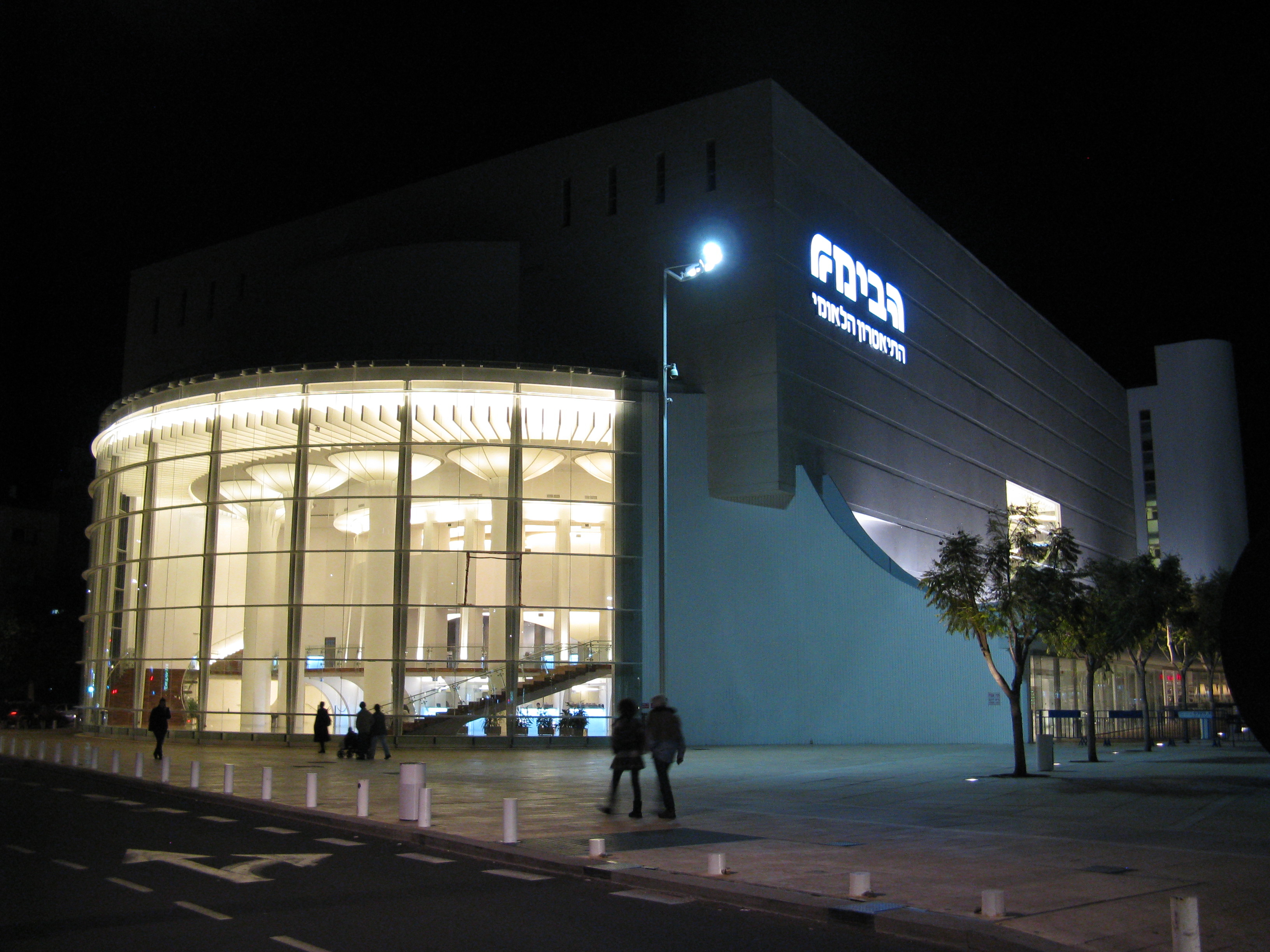
Le théâtre en 2011.

Le théâtre Habima (hébreu : הבימה - התיאטרון הלאומי, « la scène »), situé à Tel-Aviv sur la place éponyme, est le Théâtre national d'Israël.

## Histoire

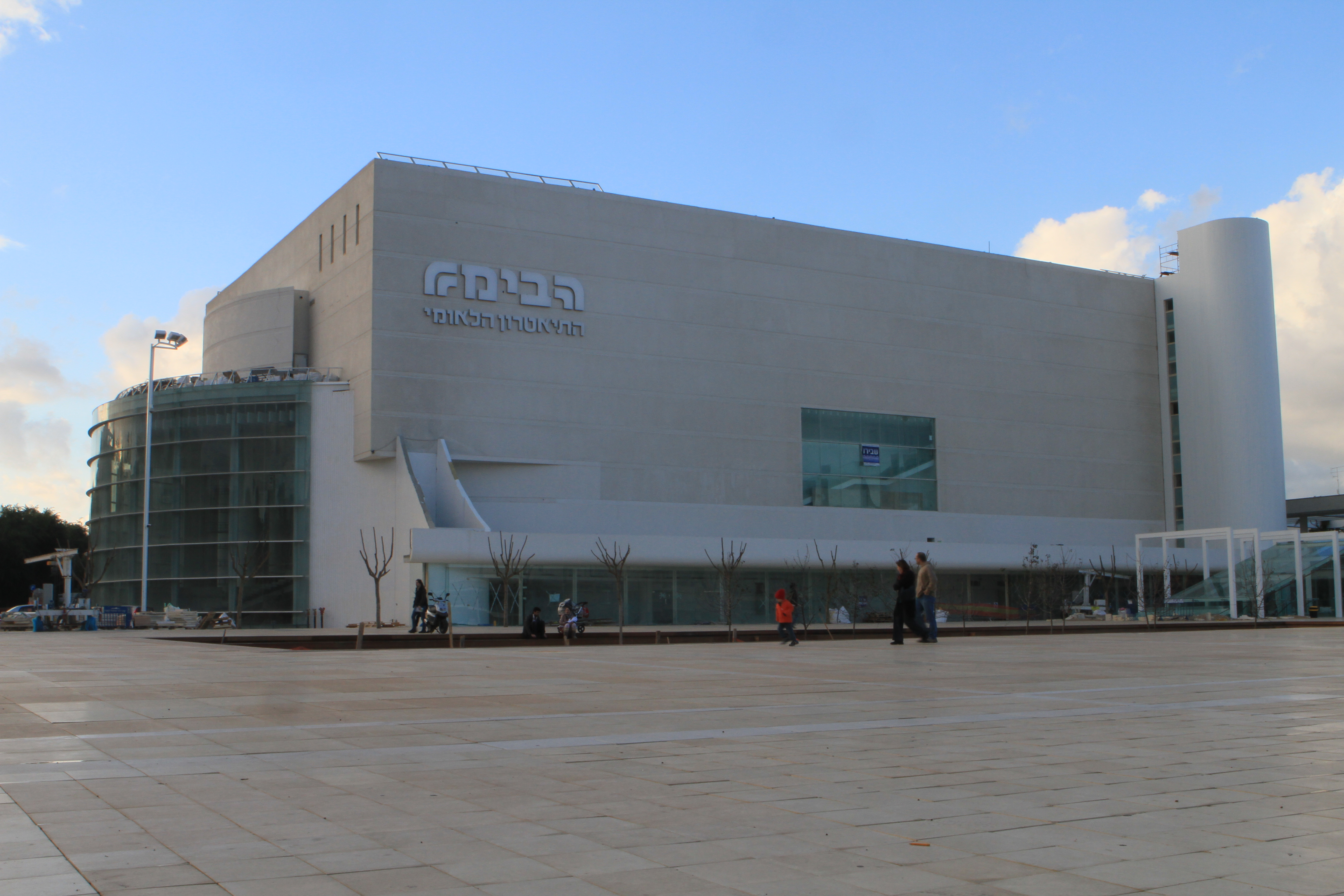
Le théâtre en 2011 après restauration.

Au lendemain de la révolution d'Octobre 1917, l'étude de la langue et de la culture hébraïques se vit interdire en Union soviétique[réf. nécessaire]. Afin de préserver leurs traditions, un groupe de jeunes Juifs se réunit et décida de former une troupe théâtrale dont le répertoire utiliserait cette langue. Ainsi naquit la compagnie Habima, fondée en 1918 par Nahum Zemach à Moscou sous les auspices du Théâtre d'art de Moscou. Le metteur en scène Constantin Stanislavski fit en sorte que la troupe, essentiellement composée d'acteurs juifs polonais, pût être formée par Evgueny Vakhtangov, et le commissaire du peuple aux questions des nationalités Joseph Staline en autorisa la création. 

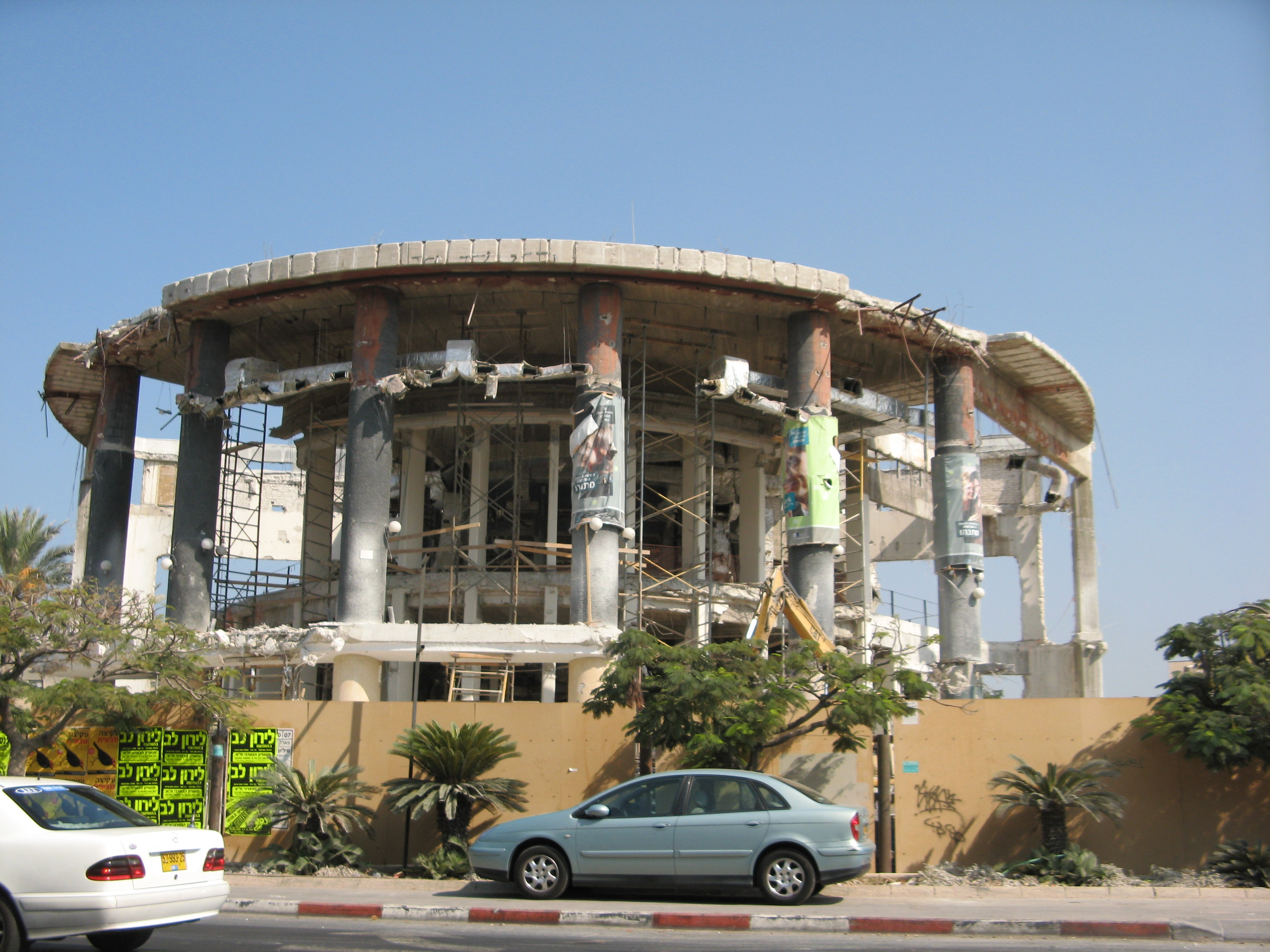
L'état des travaux de rénovation en 2007

En 1926, la troupe quitta l'Union soviétique et partit en tournée plusieurs mois durant, avant d'arriver à Tel-Aviv en 1928. Elle fit alors appel à Alexei Dikiy, directeur du Théâtre d'art de Moscou, qui mit en scène deux pièces à succès : Der Oytser (Le Trésor), œuvre écrite en yiddish par Sholem Aleichem et dont la première eut lieu le 29 décembre 1928, et The Crown (La Couronne), pièce de David Calderon dont la première se déroula le 23 mai 1929. Grâce à la réussite de Dikiy pendant la saison 1928-1929, Habima devint de fait une troupe d'importance nationale, dotée d'un répertoire permanent et d'une scène à Tel-Aviv à partir de 1931. Les travaux de construction du théâtre proprement dit commencèrent en 1935.

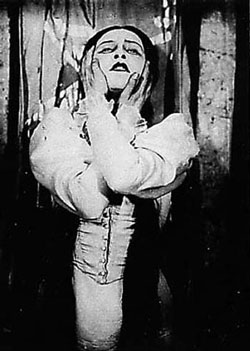
Hanna Rovina dans le Dibbouk, 1920

L'image de l'actrice Hannah Rovina tenant le rôle de Léa dans Le Dibbouk de Shalom Anski, légendaire production de Habima interprétée en hébreu grâce à la traduction de Haïm Nahman Bialik, a acquis une dimension mythique qui symbolise encore aujourd'hui le théâtre juif. Hannah Rovina, qui fit partie des fondateurs de la troupe, dirigea Habima jusqu'à l'âge de 88 ans.
De 1985 à 1990, Omri Nitzan est le directeur artistique du théâtre.

### Théâtre national d'Israël
Depuis 1958, Habima est officiellement le Théâtre national d'Israël. Aux côtés d'une troupe de 80 acteurs, 120 personnes travaillent pour le complexe théâtral. L'actuel directeur artistique est Ilan Ronen, père de Yaeli Ronen et beau-père de Yousef Sweid (en 2011). D'importants travaux de rénovation sont aujourd'hui en cours[réf. nécessaire].
Une autre troupe a porté le nom de « Habima » dans les années 1920 : celle du Théâtre yiddish de Solomon Stramer à Cluj-Napoca (Transylvanie), en Roumanie.